# De novo sinteza
De novo je latinska fraza, sa značenjem „od novog” ili od početka. De novo sinteza se odnosi na sintezu kompleksnih molekula is jednostavnih molekula kao što su šećeri ili amino kiseline. Alternativni pristup je njihovo recikliranje nakon parcijalne degradacije. Na primer, nukleotidi nisu neophodni u ishrani zato što se oni mogu konstruisati iz molekulskih prekurzora kao što su format i aspartat.
De novo sinteza se isto može odnositi na DNK replikaciju. Primaza je RNK polimeraza, koja može da doda začetak jednom postojećem lancu pre replikacije. DNK polimeraza ne može da doda začetke, i iz tog razloga, potrebno je da primaza doda začetak de novo.

## putevi
Oni ne koriste slobodne baze: adenin (A), guanin (G), citozin (C), timin (T) (ili uracil (U)) . Purin prstenovi se stvaraju pojedinačno ili u malim grupama, i vezani su za ribozu u toku procesa. Enzimi de novo sinteze su prisutni kao veliki multienzimski kompleksi u slučaju purina. Pirimidinski prsten je sintetisan kao orotat, i spojen sa riboza fosfatom, a naknadno se konvertuje u uobičajene pirimidinske nukleotide.

## Enzimisinteze
- 1. Glutamin PRPP amindotranferaza[1]
- 2. Aminofosforibozil transferaza[2]
- 3. GAR transformilaza[3]
- 4.  sintetaza (FGAR amidotransferaza)
- 5.  sintetaza (Ciklaza)

## Spoljašnje veze
- Purin i pirimidin Metabolizam
- sinteza purin nukleotida